# Ulica św. Marka w Krakowie
Ulica św. Marka – ulica w Krakowie, w dzielnicy I Stare Miasto, na Starym Mieście. Biegnie równolegle do ul. św. Tomasza; od ul. Pijarskiej łącząc ulice: Sławkowską, św. Jana, Floriańską, Szpitalną i św. Krzyża.
Początkowo wschodnią część ulicy nazywano Szrotarską, mieszkał przy niej szrotmistrz miejski (na rogu z ul. Szpitalną). Przewoził beczki piwa i wina od producentów do szynków wraz z wynoszeniem z piwnic i wnoszeniem do nich oraz załadunkiem. Opłaty pobierane przez szrotmistrza związane z monopolem miasta na ten przewóz były w średniowieczu jednym z ważnych źródeł dochodów Krakowa. System tego miejskiego monopolu funkcjonował od końca XIV w. do co najmniej XVI w. Zachodnia część ulicy od strony Reformatów nosiła nazwę Rogackiej – od charakterystycznego rogatego kształtu kapeluszy zakonników klasztoru św. Marka. Wschodni odcinek ulicy był też nazywany ul. św. Scholastyki. Ulica otrzymała nazwę św. Marka w końcu XIX wieku.
W maju 2021 roku imieniem Jadwigi i Zygmunta Karłowskich Rada Miasta Krakowa nazwała skwer u zbiegu ulic św. Marka i Reformackiej, naprzeciwko ich dawnego miejsca zamieszkania.
11 sierpnia 2023 roku przy kamienicy na ulicy św.Marka 8 w Krakowie odbyła się uroczystość odsłonięcia i poświęcenia tablicy upamiętniającej Państwa Karłowskich.

## Niektóre kamienice
- 2-4 (róg ul. Pijarska 1) – gmach Komunalnej Kasy Oszczędności Powiatu Krakowskiego wybudowany w latach 1897–1899 przez Tadeusza Stryjeńskiego. Jest siedzibą Banku PeKaO SA.
- 7 – kamienica projektu Józefa Pokutyńskiego (1878), była siedzibą Konsulatu Generalnego Republiki Węgierskiej (do września 2009 r.)[5]
- 8 Kamienica Pod Pszczółkami
- 10 Kościół św. Marka w Krakowie – na rogu ulicy Sławkowskiej.
- 13 (róg ul. Sławkowska 13) Pałac Tarnowskich – powstał w XVII wieku z połączenia dwóch domów. Zachowana barokowa sień oraz portale.
- 15 (róg ul. św. Jana 20) Kamienica Kołłątajowska (Popielów) – przerobiona przez Franciszka Placidiego z dwóch kamienic mieszczańskich na zlecenie cystersów z Jędrzejowa. W latach 1782–1791 zamieszkiwał tu ks. Hugo Kołłątaj. Na początku XIX w. należała do rodziny Wielogłosowskich, którzy w 1817 odsprzedali ją Konstantemu Popielowi. W tej kamienicy odbywały się spotkania czwartkowe gromadzące elitę intelektualną Krakowa.
- (róg z ul. św. Jana 11) Pałac Wodzickich – powstał w XIX w. przez połączenie dwóch kamienic. Około 1780 r. był przebudowany na pałac przez starostę krakowskiego Przebedowskiego. Po pożarze z 1781 roku został zakupiony przez Franciszka Wodzickiego i przebudowany zgodnie z projektem Ferdynanda Naxa.
- 16 (róg ul. św. Jana 13) Kamienica Chwalibogowskich – powstała przez połączenie czterech XV-wiecznych domów. Najprawdopodobniej zaprojektowana przez Franciszka Placidiego jako pałac w typie dworu. W 1. połowie XIX w. właścicielem został prawnik i polityk Konstanty Leon Chwalibogowski. Drugie i trzecie piętro nadbudowano kolejno w 2. połowie XIX i w 1. połowie XX w.
- 17 – Biblioteka Czartoryskich, przeniesiona tutaj w 1961 r. z Arsenału Miejskiego, budynek projektu arch. Mariana Jaroszewskiego powstał na pustej (od 1939) parceli, specjalnie dla celów bibliotecznych, dzięki staraniom Dyrekcji Muzeum Narodowego, w oparciu o kredyty Społecznego Funduszu Ochrony Zabytków oraz wsparciu Ministerstwa Kultury i Sztuki[6]. Zbiory liczą blisko 225 tys. druków[7].
- 24 (róg ul. Szpitalna 21) Dom pod Krzyżem – siedziba Muzeum Teatralnego im. Stanisława Wyspiańskiego, będącego oddziałem Muzeum Historycznego Miasta Krakowa. Pierwotnie w budynku mieścił się szpital ubogich scholarów, od XVI w. noszący imię św. Rocha – patrona przyszpitalnej kaplicy. Dom stał się własnością szpitala św. Ducha w latach 1458–1460. Gruntowna przebudowa obiektu trwała do roku 1474. Kolejny gruntowny remont budynku przeprowadził pod koniec XVI w. prowizor Antoni Franckiewicz i reaktywował działalność szpitala. Z tego okresu pochodzi także połączona przewiązką z gmachem głównym piętrowa, renesansowa oficyna[8]. Dom stanowi jedyny zachowany fragment dawnych średniowiecznych szpitalnych zabudowań wyburzonych pod koniec XIX wieku. Nazwa budynku pochodzi od krzyża, zawieszonego na jego zewnętrznej ścianie.
- 31 Pałacyk Zieleniewskiego – niewielki, jednopiętrowy, neorenesansowy budynek wzniesiony dla znanego krakowskiego fabrykanta Ludwika Zieleniewskiego. Autorem opracowanego w 1857 r. projektu pałacyku był architekt Stanisław Gołębiowski. Budynek zwraca uwagę swoją charakterystyczną fasadą z umieszczoną po lewej stronie bramą wjazdową i trzema dużymi oknami w środkowej części pierwszego piętra. Środkowa część fasady na całej swojej wysokości jest nieco wysunięta do przodu, a parter oddziela od piętra szeroki gzyms. Według zachowanych planów, na parterze obok sieni przejazdowej znajdowała się półokrągła klatka schodowa, obok niej magazyn, a dalej kantor fabryczny, mieszkanie pisarza, mieszkanie przewodnika fabryki, kuchnia dla pisarza i sionka. Ta część domu stanowiła zatem połączenie mieszkań służbowych pracowników fabryki z biurem i zapleczem gospodarczym. Natomiast na pierwszym piętrze umieszczone zostały pomieszczenia typowo mieszkalne i reprezentacyjne. Nad sienią znajdowała się pracownia-gabinet właściciela pałacyku, obok zaś przedpokój z wejściem na klatkę schodową. Z przedpokoju szerokie drzwi wiodły do dużej sali oświetlonej przez wspomniane trzy wysokie okna, a obok znajdowała się sypialnia, jadalnia i niewielka oranżeria. Pałacyk Zieleniewskiego dotrwał do naszych czasów w dobrej formie i jest jednym z nielicznych, zachowanych w Krakowie przykładów XIX-wiecznego domu fabrykanckiego. Po II wojnie światowej mieściło się w nim kilka rozmaitych spółdzielni i firm[9].
- 31a Kamienica Zieleniewskich
- 33 Kamienica Krongoldów – na rogu ulicy św. Krzyża.
- 34 Cafe Gallery Zakopianka – kawiarnia, na Plantach obok niej stoi altana przeznaczona dla muzyki. Jest to najstarsza kawiarnia plantacyjna[10]. Początki działalności gastronomicznej sięgają 1826 roku.

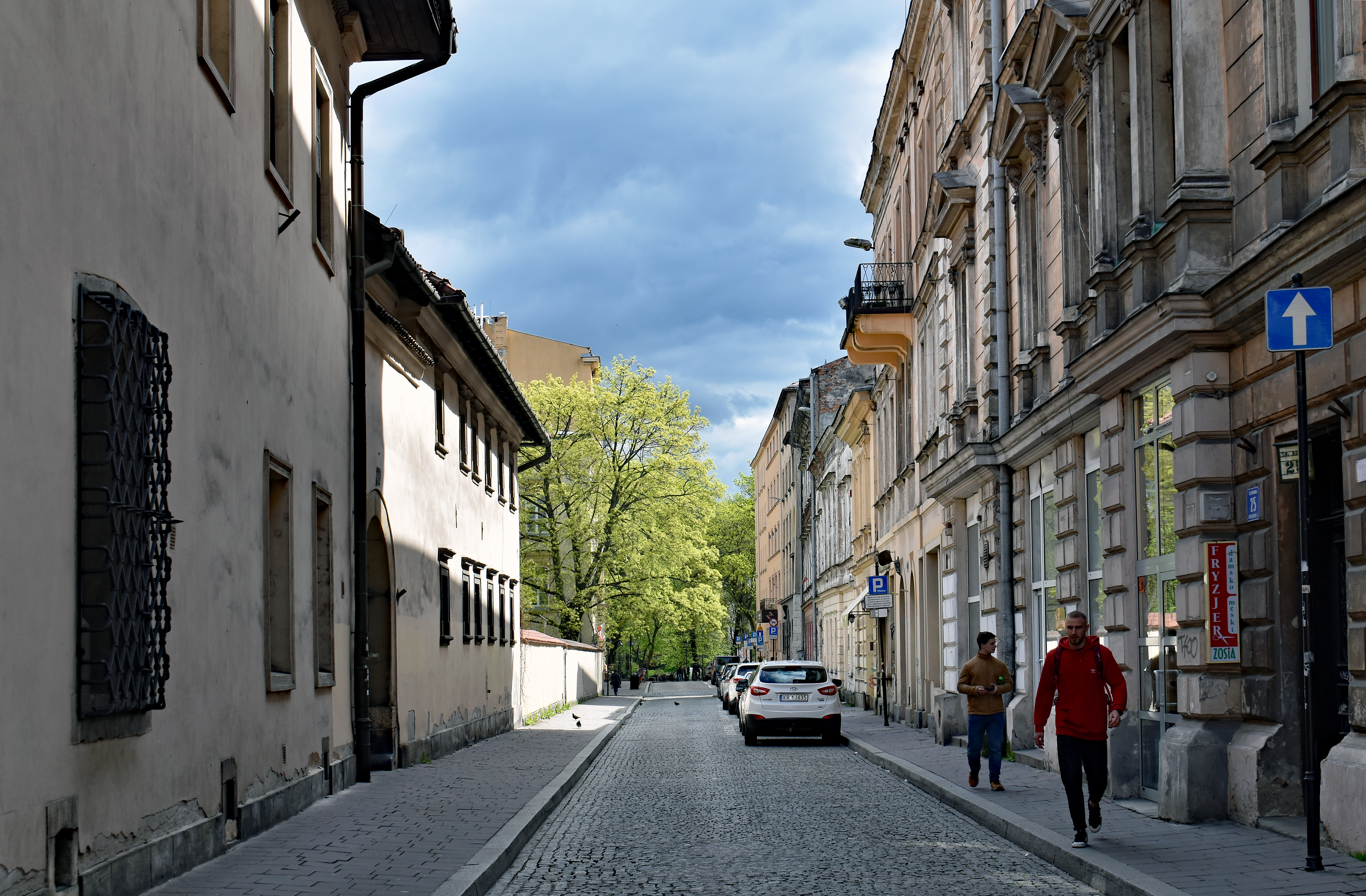
Wschodnia część, pomiędzy ul. Szpitalną a Plantami. Po lewej Dom Pod Krzyżem a dalej dawny klasztor ss. duchaczek.
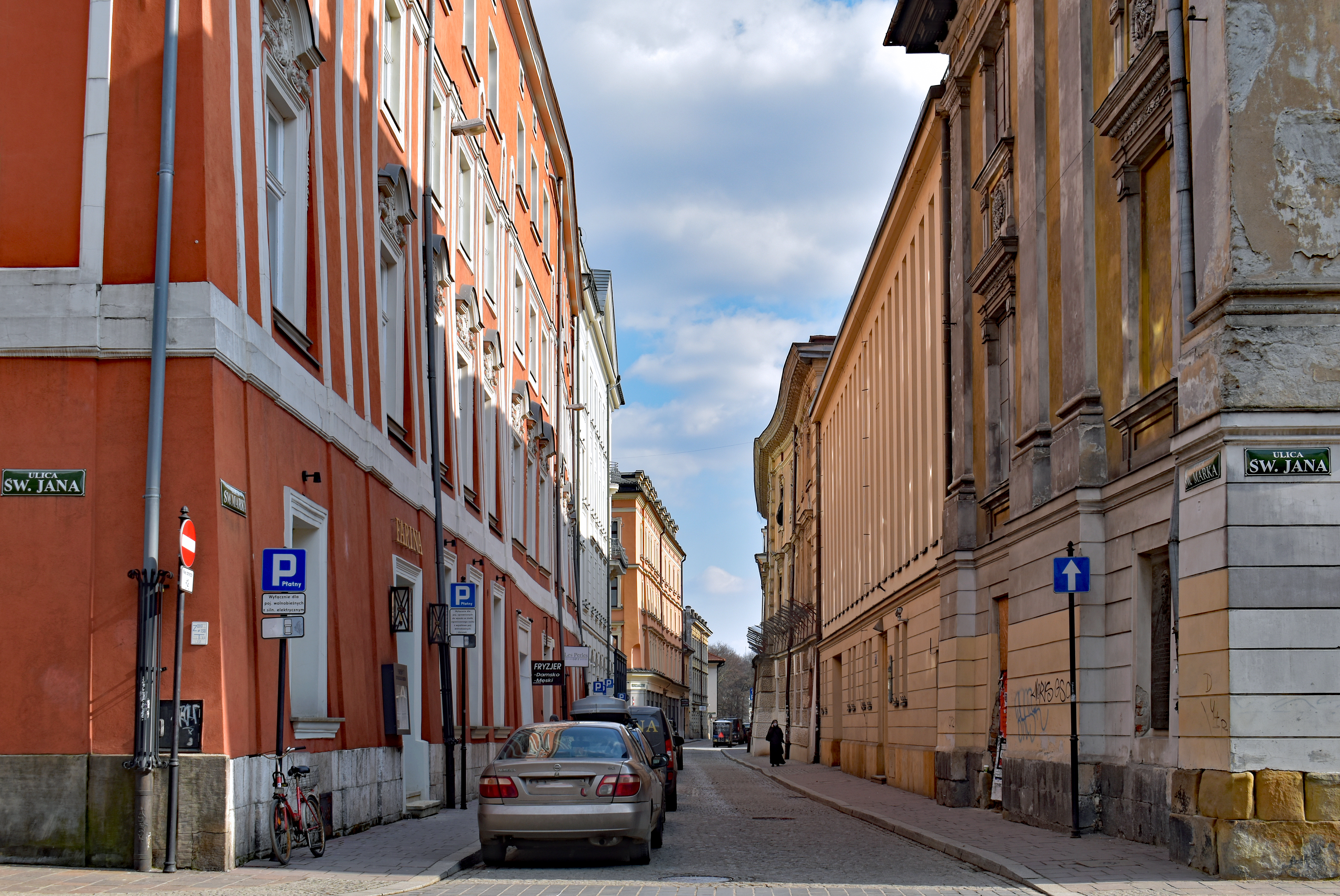
Widok ze skrzyżowania z ul. św. Jana na wschód. Po lewej kamienica Chwalibogowskich, po prawej pałac Wodzickich, dalej Biblioteka Książąt Czartoryskich.
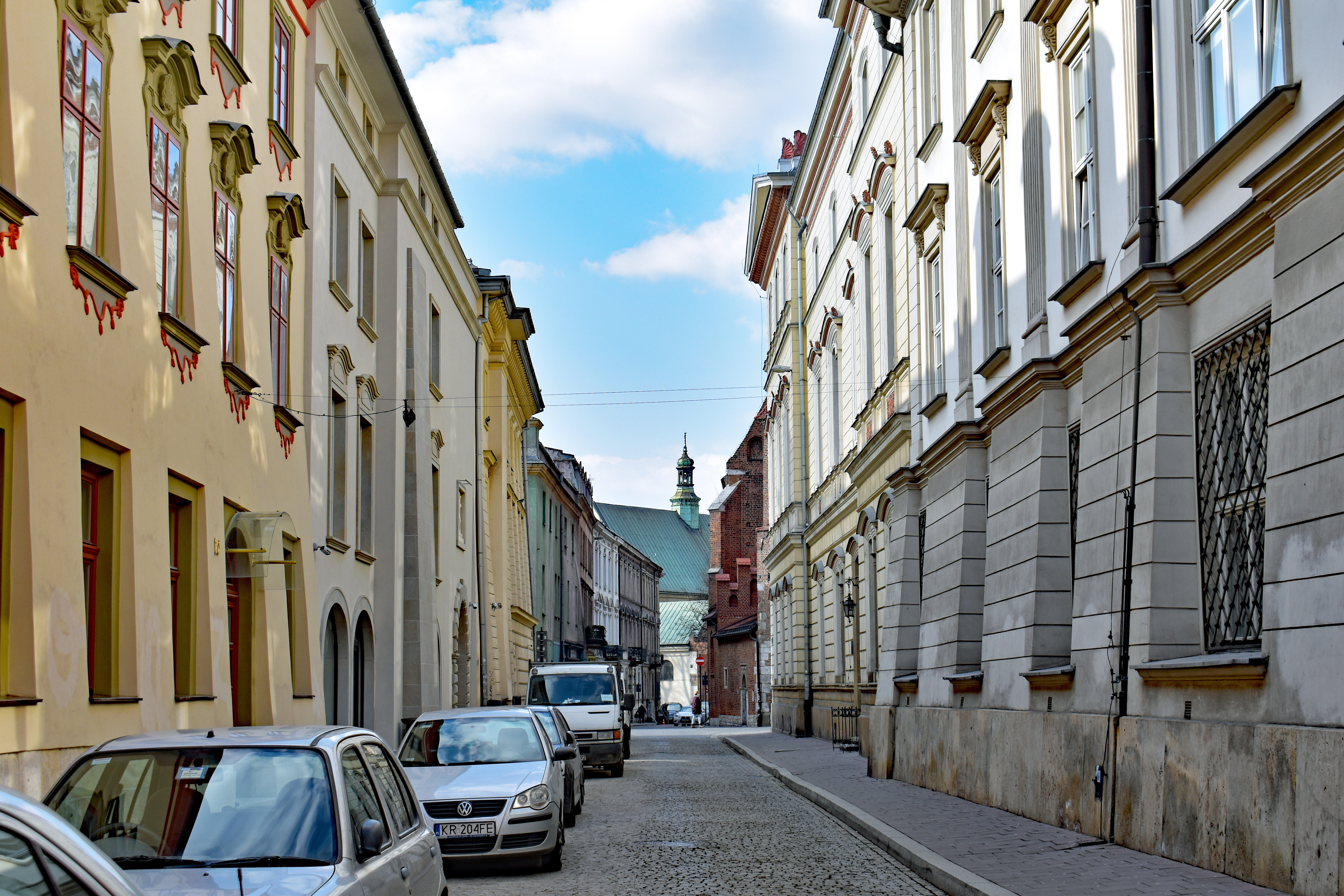
Widok ze skrzyżowania z ul. św. Jana na zachód. Po prawej kamienice PAU, po lewej Pałac Popielów.
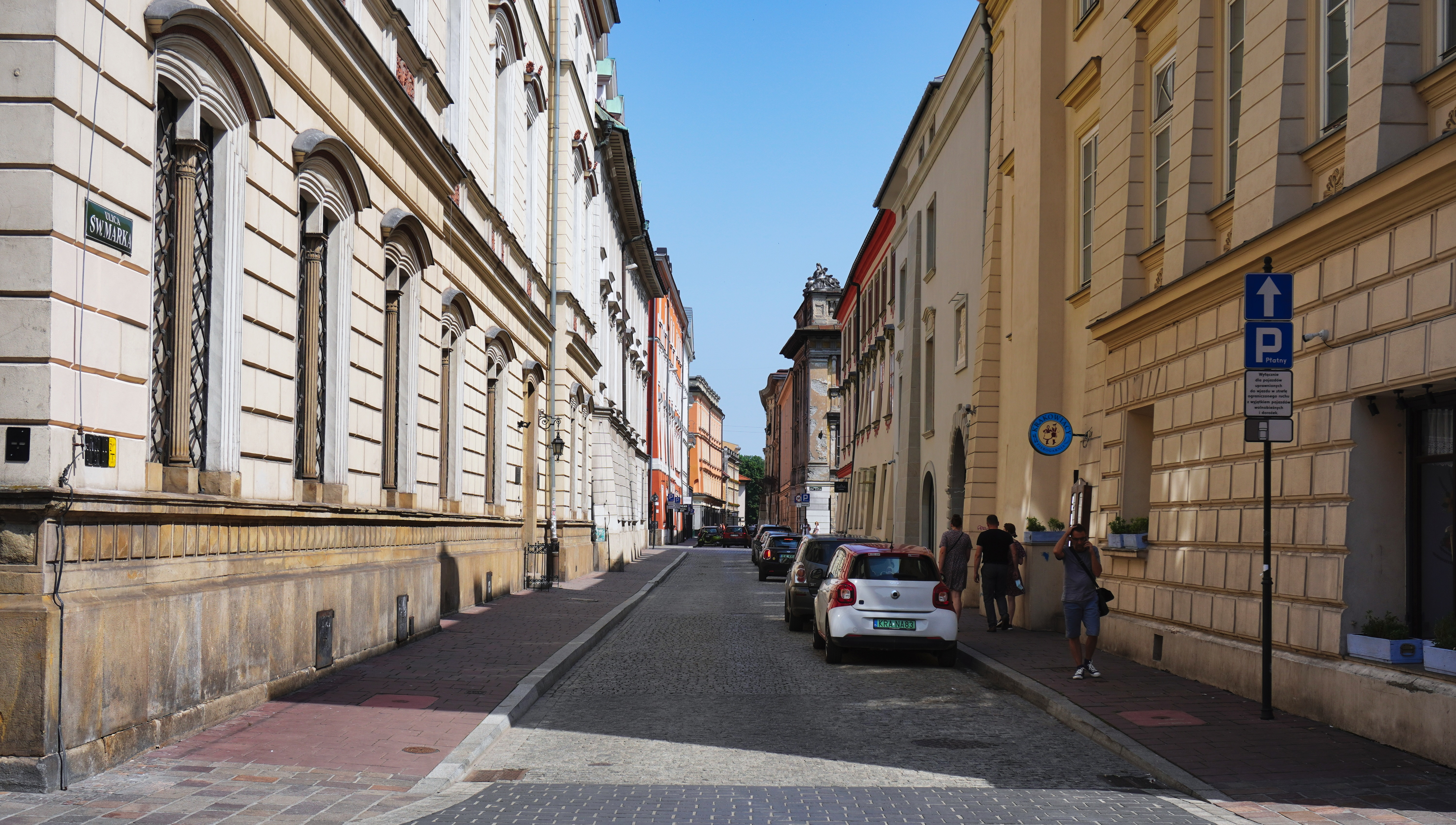
Widok ze skrzyżowania z ul. Sławkowską na wschód. Po lewej gmach Polskiej Akademii Umiejętności.

## Zabudowa

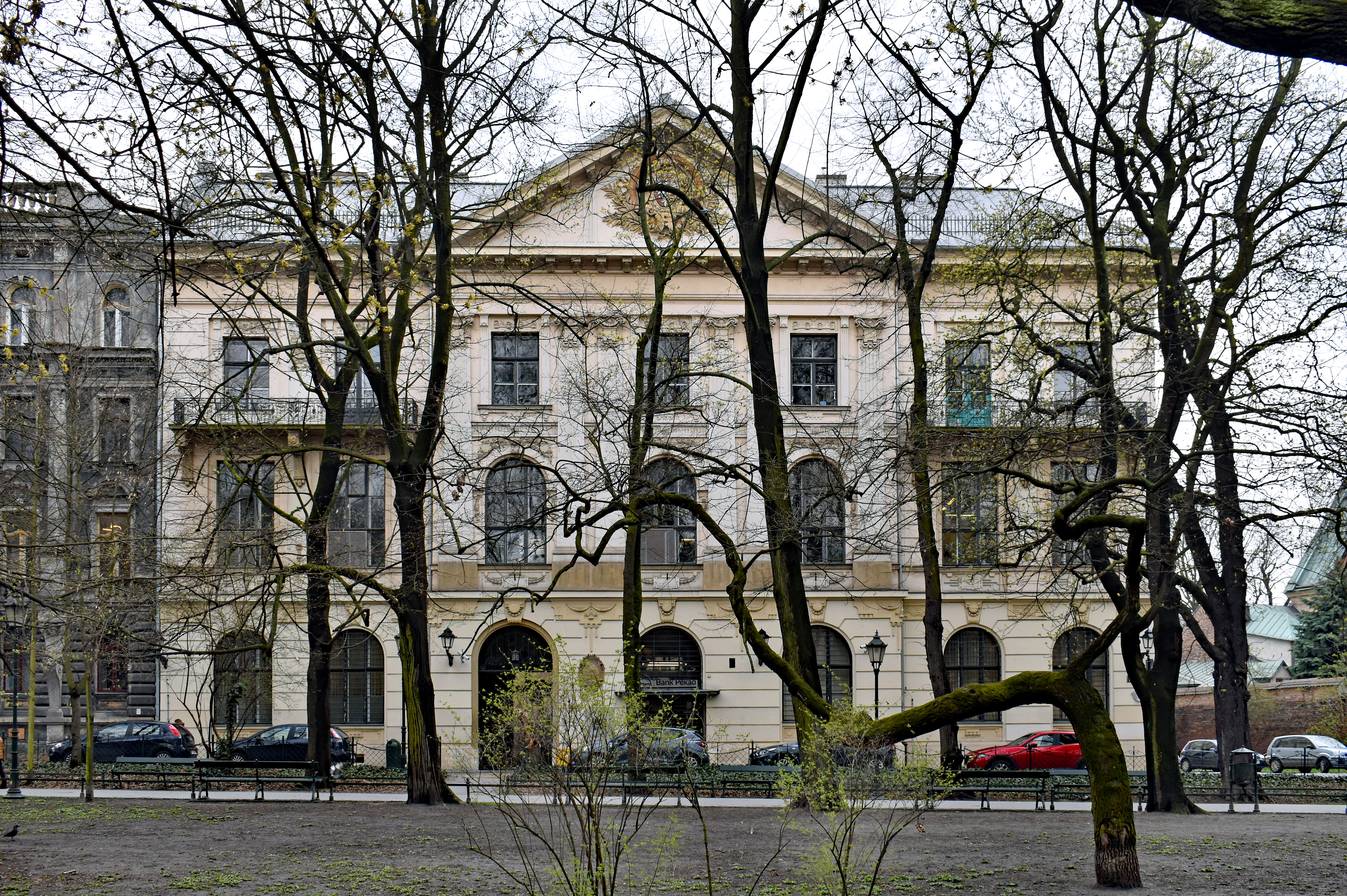
ul. św. Marka 2-4 (ul. Pijarska 1) Budynek KKOPK
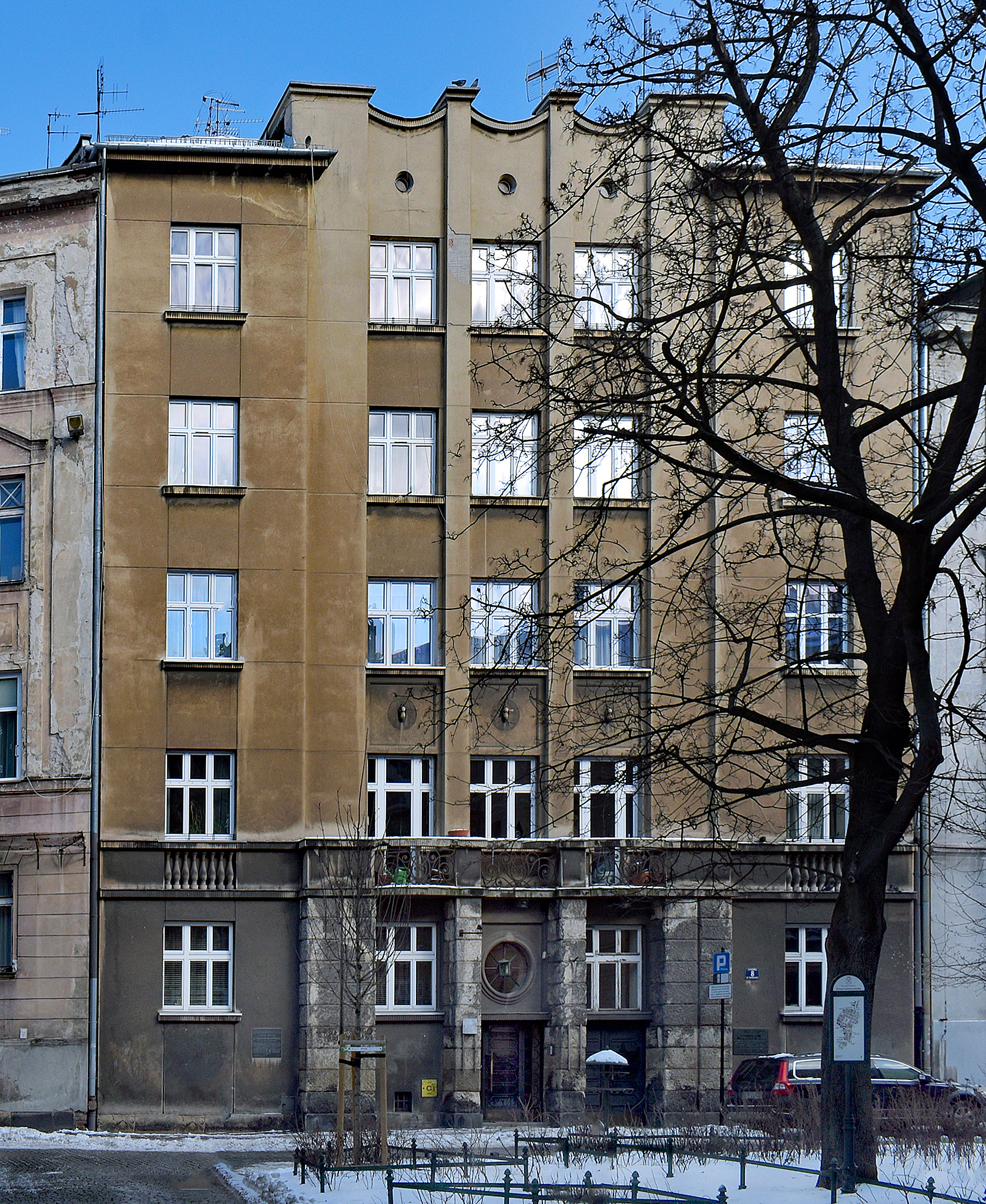
ul. św. Marka 8 Kamienica Pod Pszczółkami
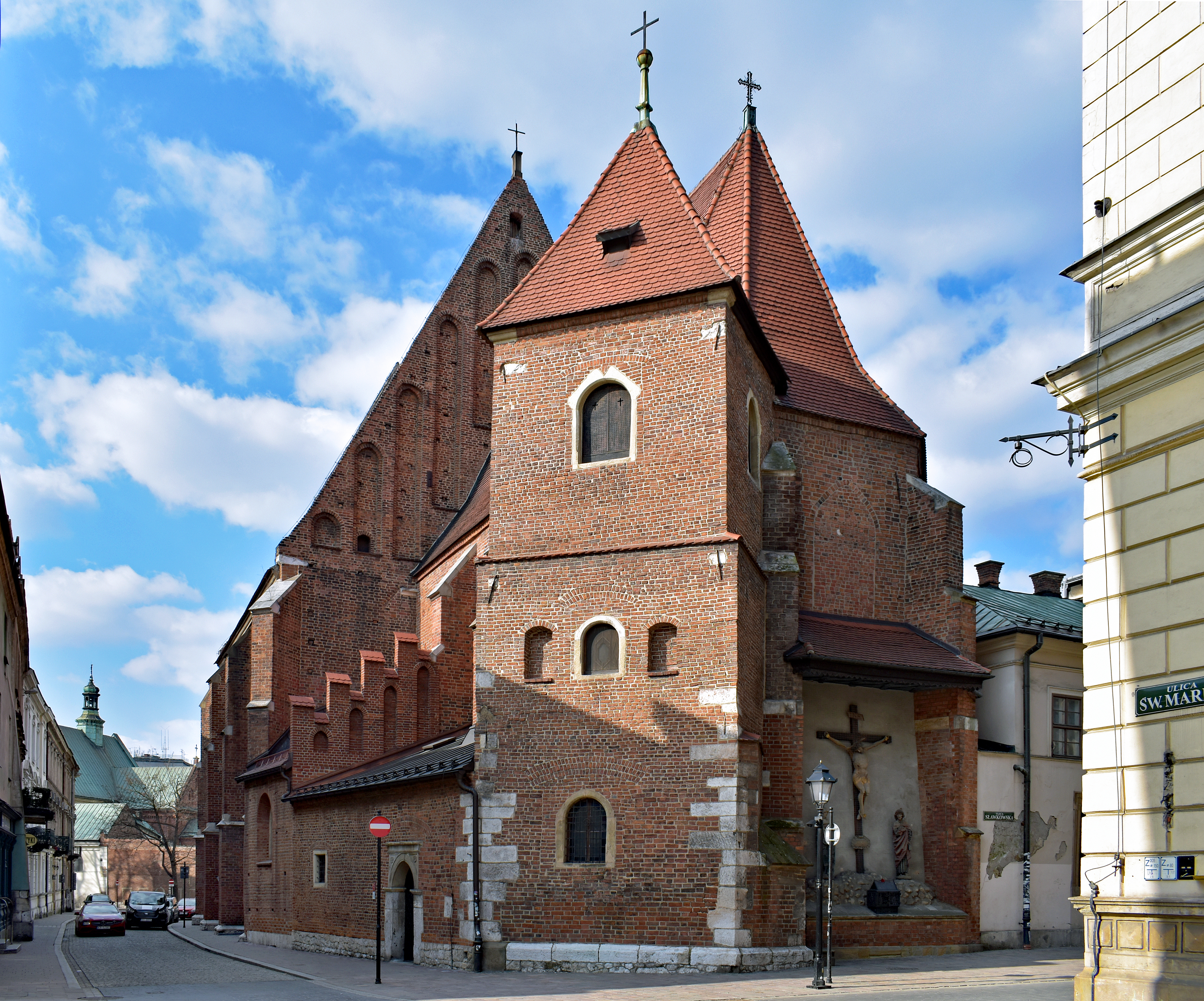
ul. św. Marka 10 Kościół św. Marka od którego ulica wzięła nazwę.
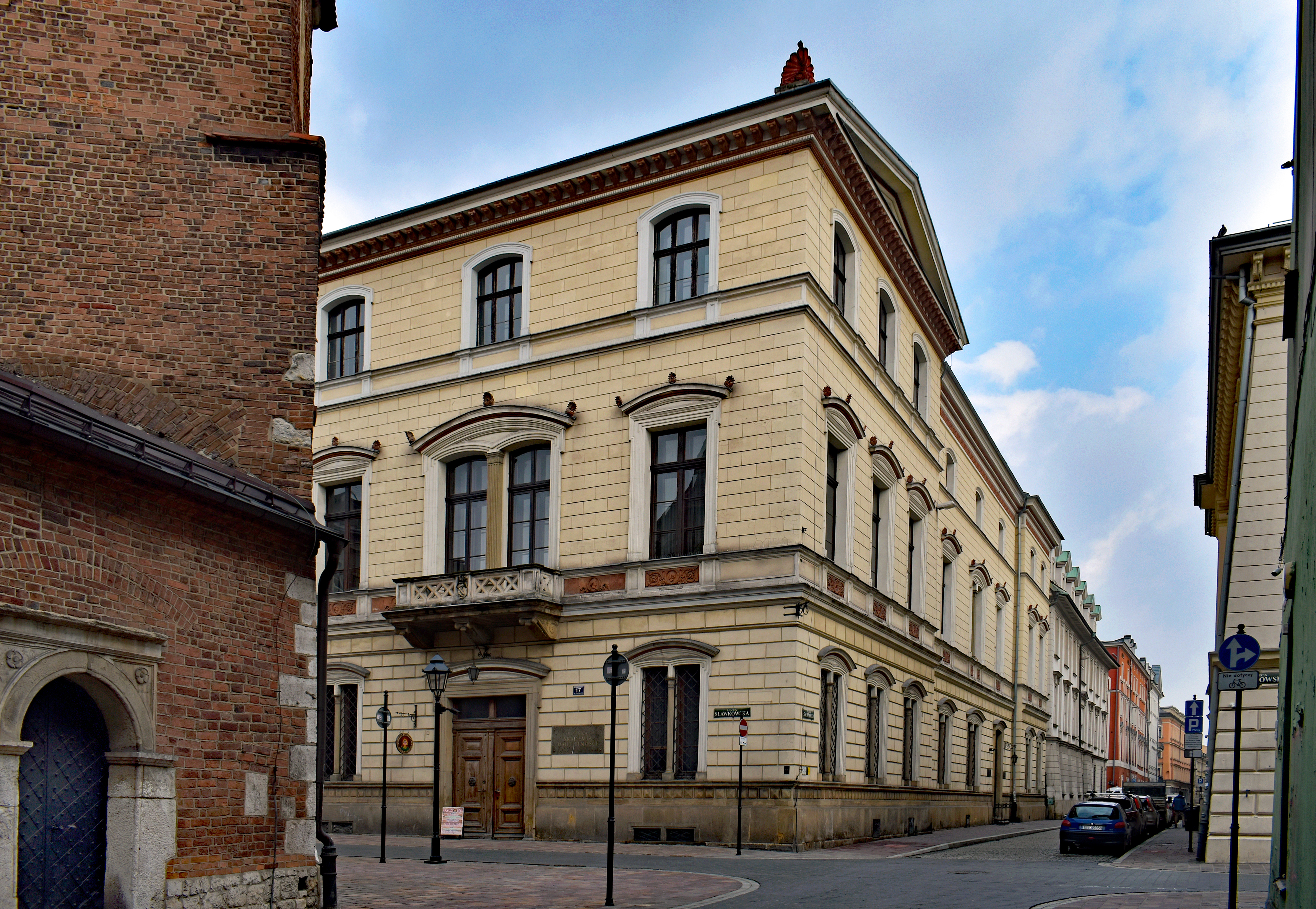
ul. św. Marka 12 (ul. Sławkowska 17) Budynek PAU
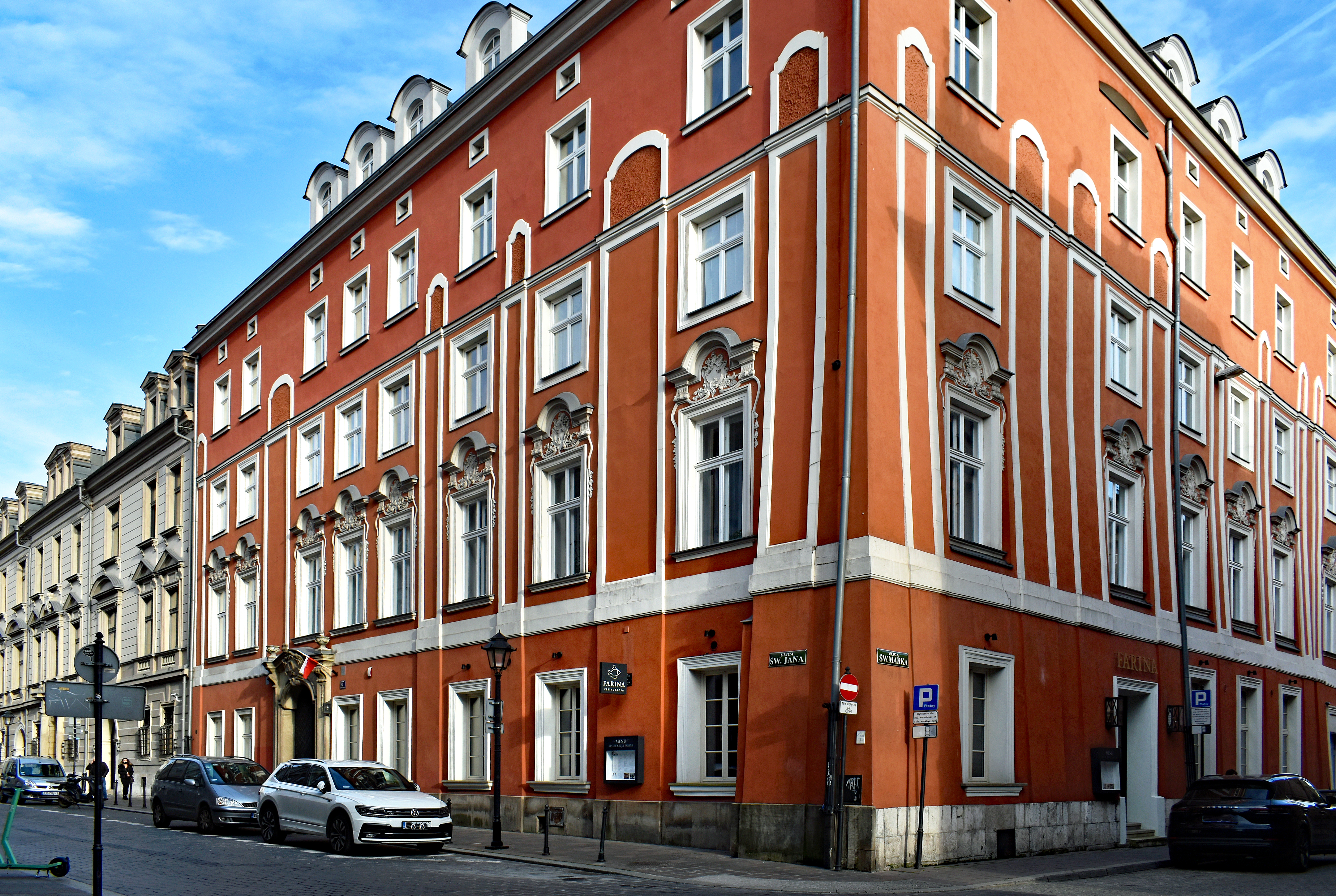
ul. św. Marka 16 (ul. św. Jana 13) Kamienica Chwalibogowskich
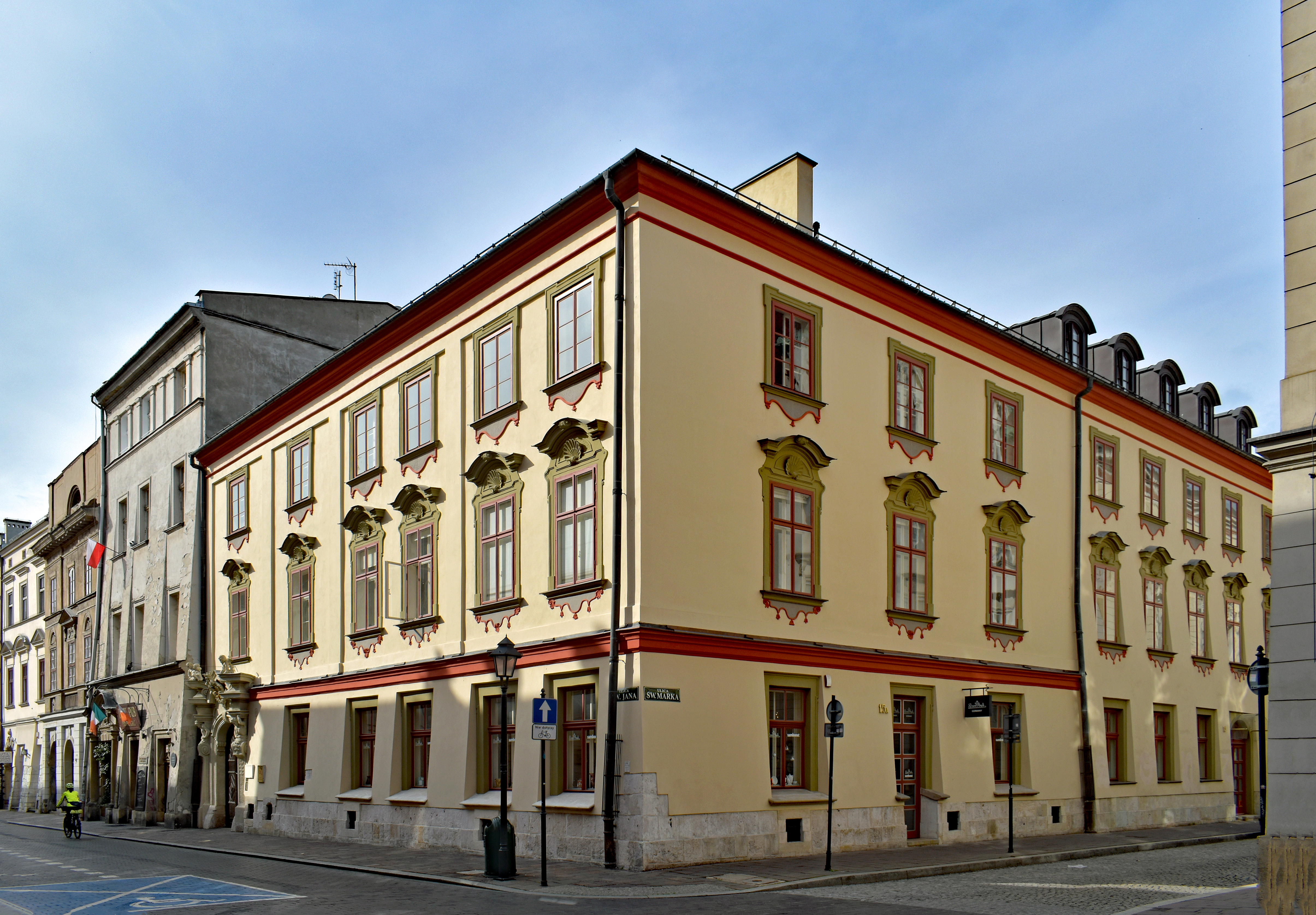
ul. św. Marka 15 (ul. św. Jana 20) Pałac Popielów
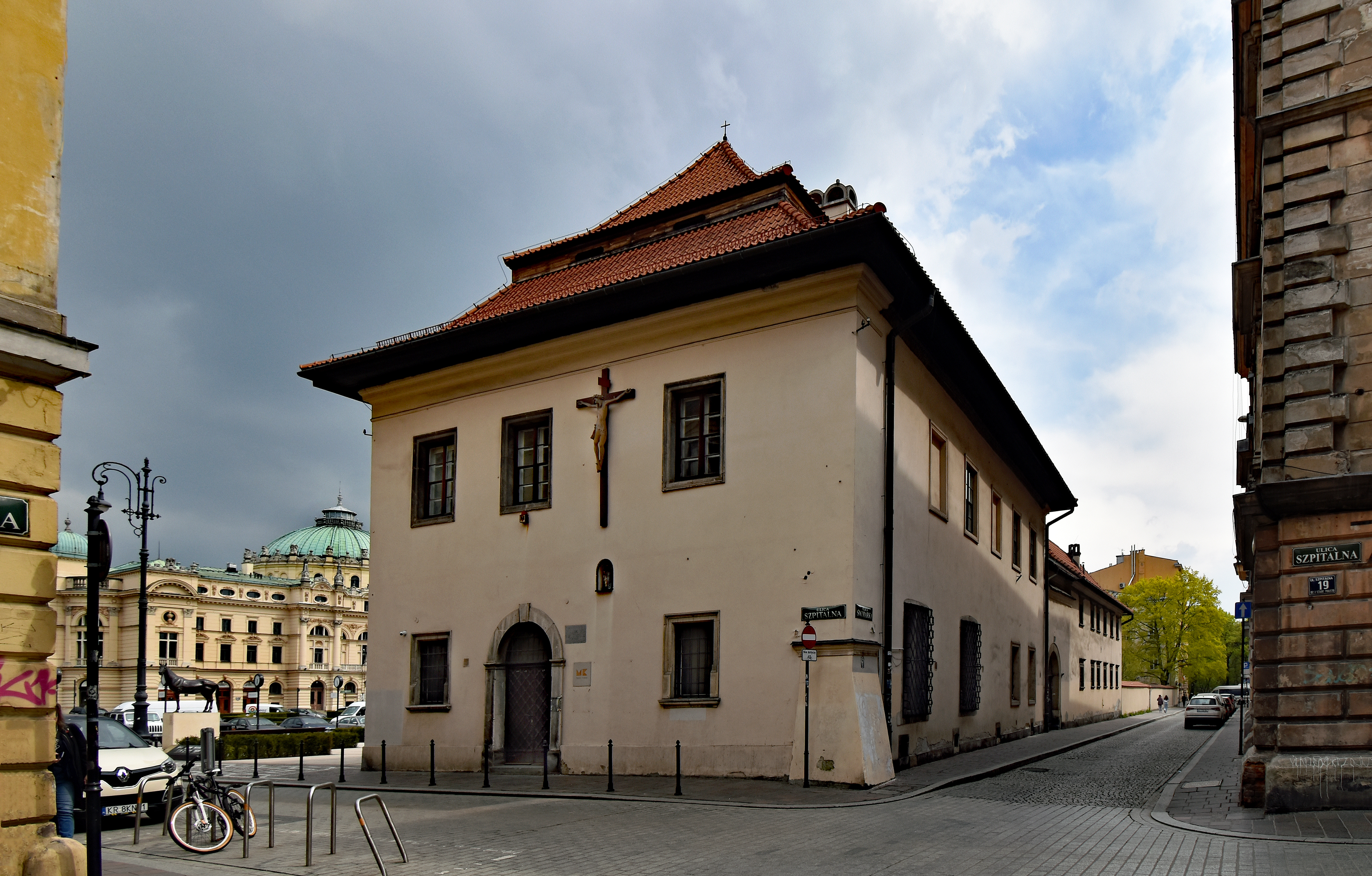
ul. św. Marka 24 Dom pod Krzyżem
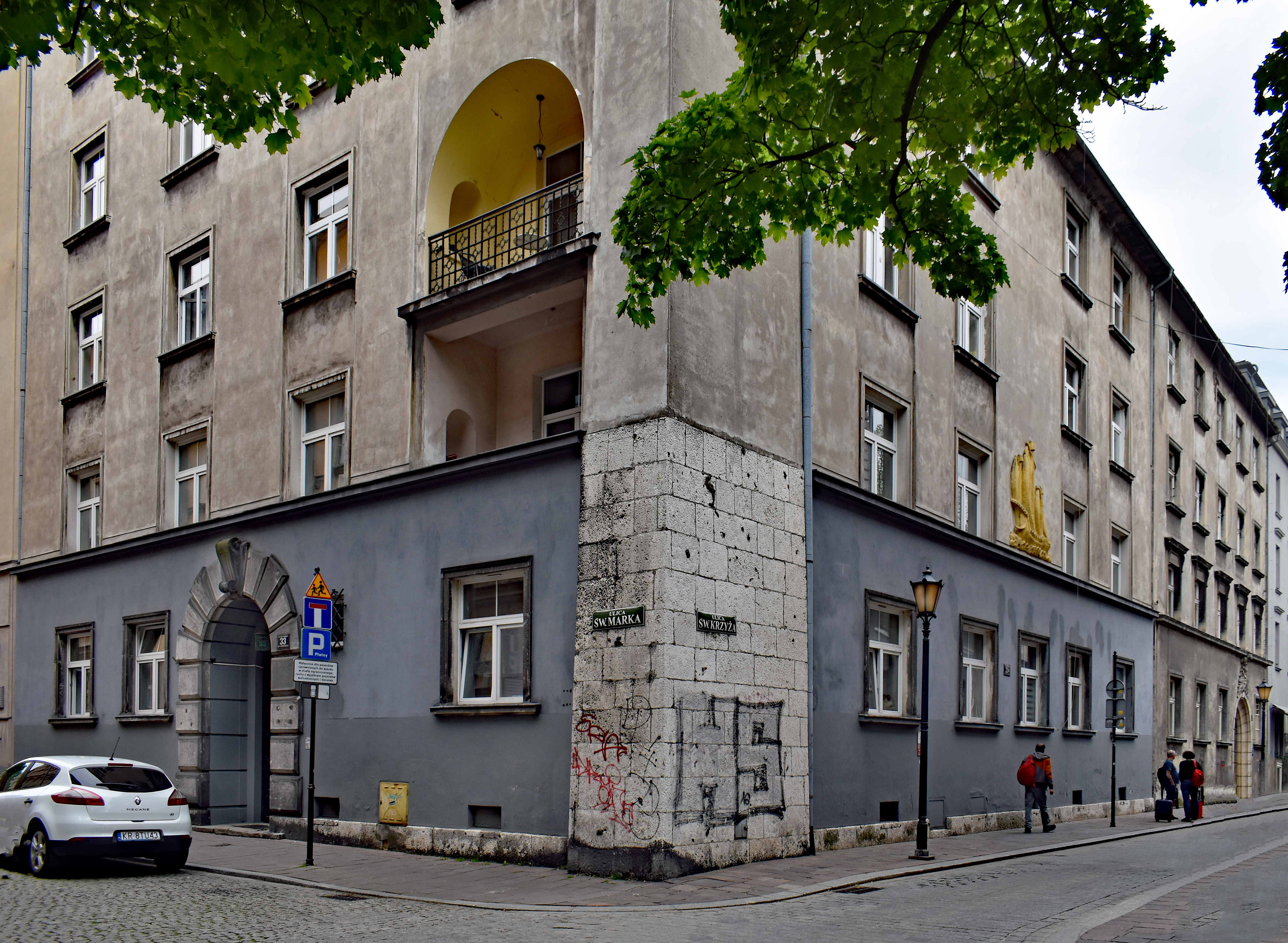
ul. św. Marka 33 Kamienica Krongoldów
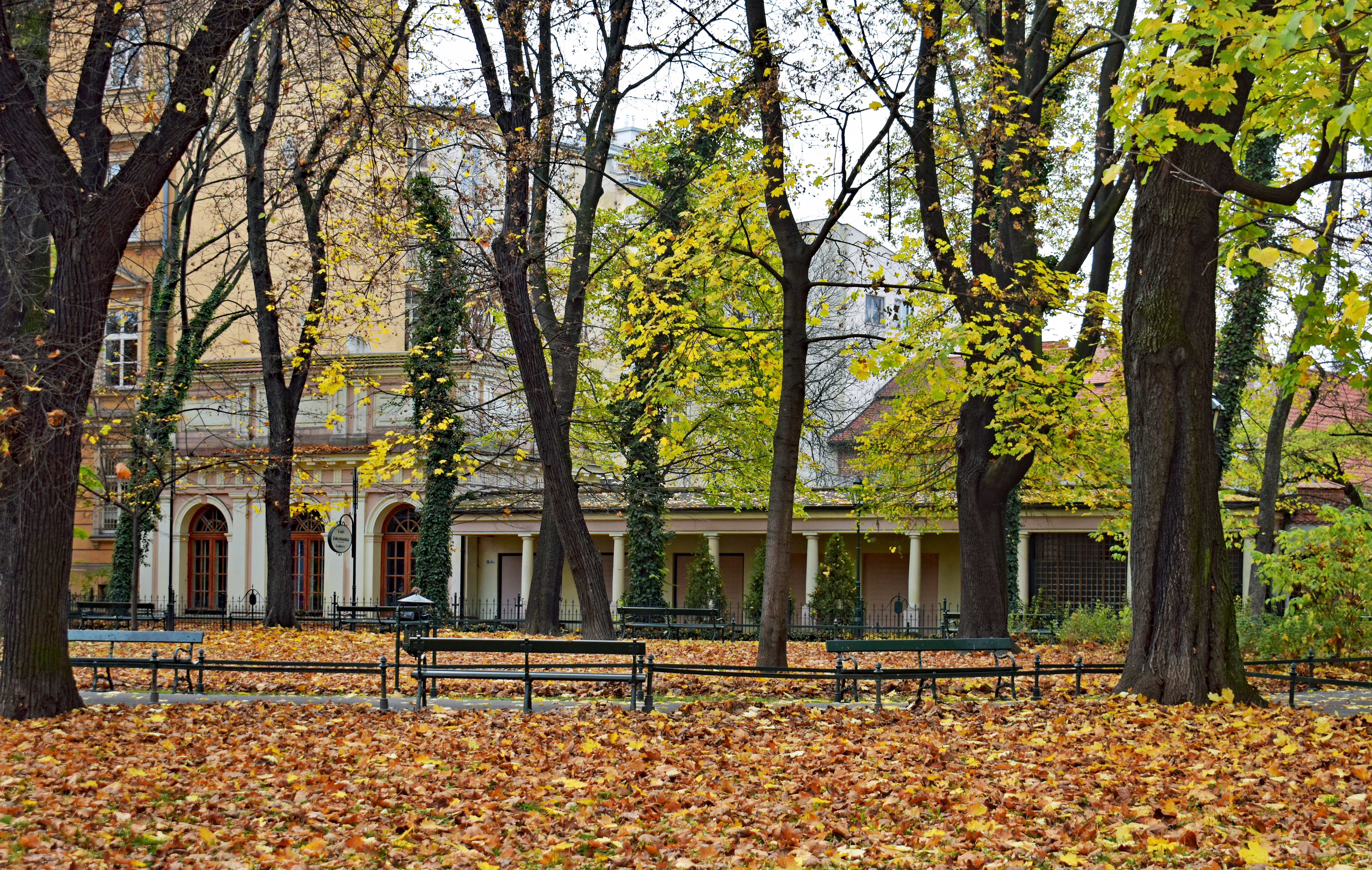
ul. św. Marka 34a Cafe Gallery Zakopianka